# Ladislav Gacek
Ladislav Gacek [ladislau] (* 22. září 1942) je bývalý slovenský fotbalový útočník.

## Hráčská kariéra
Začínal ve Slovanu Moldava nad Bodvou. V československé lize hrál za VSS Košice. Nastoupil ve 14 ligových utkáních a vstřelil jeden prvoligový gól.

### Prvoligová bilance
| Ročník          | Zápasy | Góly | Minuty | Klub       |
| --------------- | ------ | ---- | ------ | ---------- |
| I. liga 1964/65 | 6      | 1    | 456    | VSS Košice |
| I. liga 1965/66 | 8      | 0    | 720    | VSS Košice |
| CELKEM I. LIGA  | 14     | 1    | 1 176  |            |